# 2011 في روسيا
فيما يلي قوائم الأحداث التي وقعت خلال عام 2011 في روسيا.

## أحداث
- 1 يناير – كوغاليم أفيا الرحلة 348
- 24 يناير – تفجيرات مطار دوموديدوفو الدولي 2011

## سياسة

### تعيين في المنصب
- 21 ديسمبر – دنيس فورونينكوف عضو مجلس الدوما.
- 21 ديسمبر – سيرغي ناريشكين رئيس مجلس الدوما.
- 23 ديسمبر – دميتري روغوزين First Deputy Prime Minister of Russia [الإنجليزية]‏.

## رياضة
- 7 سبتمبر – تحطم طائرة لوكوموتيف ياروسلافل

## أفلام
من الأفلام التي صدرت هذه السنة في روسيا:
- 1 يناير – المخفر الهادئ من إخراج Sergey Makhovikov  [لغات أخرى]‏.

## برامج ومسلسلات وأنمي
- 1 ضد 100

## وفيات

### فبراير
- 3 فبراير – تاتيانا شميغا (مواليد 1928)
- 23 فبراير – ألكسندر بتروف (مواليد 1934) رياضياتي روسي.

### مارس
- 21 مارس – نيكولاي أندريانوف (مواليد 1952)

### أغسطس
- 3 أغسطس – فلاديمير لوباشيف (مواليد 1934)
- 3 أغسطس – نيكولاي بتروف (مواليد 1943) عازف بيانو روسي.
- 31 أغسطس – فاليري روجديستفينسكي (مواليد 1939)

### سبتمبر
- 20 سبتمبر – ألكسي ماميكن (مواليد 1936) لاعب كرة قدم روسي.

### نوفمبر
- 8 نوفمبر – فالنتين إيفانوف (مواليد 1934) لاعب كرة قدم روسي.
- 22 نوفمبر – سفيتلانا ستالين (مواليد 1926)
- 24 نوفمبر – تاتيانا شخيلكانوفا (مواليد 1937) منافِسة أوليمبية روسية.

### ديسمبر
- 5 ديسمبر – غينادي لوغوفيت (مواليد 1942) لاعب كرة قدم روسي.
- 13 ديسمبر – كلاوس ديتر زيلوف (مواليد 1942) لاعب كرة قدم ألماني.
- 17 ديسمبر – كم جونغ إل (مواليد 1941) الأمين العام لحزب العمال الكوري.
- 21 ديسمبر – إفيغيني روداكوف (مواليد 1942) لاعب كرة قدم.